# Billy Fury
Ronald Wycherley (17 de abril de 1940 – 28 de janeiro de 1983), mais conhecido por seu nome artístico Billy Fury, foi um cantor britânico do final da década de 1950 a meados da década de 1960 e compositor ativo até a década de 1980. A febre reumática, que ele contraiu quando criança, causou danos ao seu coração e contribuiu para sua morte. Um astro do cinema e rock and roll britânico, igualou o recorde de 24 hits dos Beatles na década de 1960 e passou 332 semanas na UK Singles Chart, sem, entretanto, algum single ou álbum no topo das paradas.
O jornalista do AllMusic Bruce Eder declarou: "Sua mistura de boa aparência e masculinidade despretensiosa, juntamente com uma vulnerabilidade subjacente, todos apresentados com uma boa voz e algum talento musical sério, ajudaram a transformar Fury em uma grande estrela do rock and roll em pouco tempo." Outros sugeriram que a rápida ascensão de Fury à proeminência se deve ao seu "giro de quadril influenciado por Elvis Presley e, às vezes, apresentações altamente sugestivas".

## Discografia
Álbuns de estúdio
- The Sound of Fury (1960)
- Billy Fury (1960)
- Halfway to Paradise (1961)
- Billy (1963)
- The One and Only (1983)

Álbuns ao vivo
- We Want Billy! (1963)